# 宝塔街道
宝塔街道，是中华人民共和国湖南省湘潭市岳塘区下辖的一个乡镇级行政单位。

## 行政区划
宝塔街道下辖以下地区：
葩金社区、新塘里社区、云盘社区、东湖路社区、湖湘社区、吉安社区、福星社区、云峰社区、长塘社区、云峰村、云盘村、长塘村、茶园村、江边村、新造村、福星村、邓桥村和东湖村。